# Mniothripa
Mniothripa is een geslacht van vlinders van de familie visstaartjes (Nolidae), uit de onderfamilie Chloephorinae.

## Soorten
- M. argenteopurpurea Fletcher, 1917
- M. bradleyi Fletcher, 1957
- M. lichenigera Hampson, 1905
- M. viridisuffusa D.S. Fletcher, 1957